# Antiküthéra
Antiküthéra vagy Antikithira (görög: Αντικύθηρα jelentése: Küthérával/Kithirával szemben) sziget Görögország déli részén, a Peloponnészoszi-félsziget DK-i csúcsa és Kréta szigetének nyugati vége között, a Krétai-tenger nyugati határán. 
Területe 20 km². A szigeten csak pár tucat ember él tartósan, viszont a nyári hónapokban a lakossága eléri a több százat. A legfontosabb gazdasági tényezője a turizmus. 
1902-ben a sziget partjai közelében egy ókori hajóroncsban találták az antiküthérai szerkezet néven ismert szenzációs leletet és egy életnagyságú bronzfigurát. 

## Fordítás
Ez a szócikk részben vagy egészben  az   Andikythira című német Wikipédia-szócikk fordításán alapul.  Az eredeti cikk szerkesztőit annak laptörténete sorolja fel. Ez a jelzés csupán a megfogalmazás eredetét és a szerzői jogokat jelzi, nem szolgál a cikkben szereplő információk forrásmegjelöléseként.